# Manju Shekhavat
Manju Shekhavat (28 grudnia 1984) – indyjska zapaśniczka walcząca w stylu wolnym. Zajęła szóste miejsce na mistrzostwach Azji w 2006. Wicemistrzyni mistrzostw Wspólnoty Narodów w 2003 i trzecia w 2007. Szósta w Pucharze Świata w 2004 roku.